# Belly
Belly — американская рок-группа, образованная в 1991 году в Бостоне, Массачусетс, автором песен, поющей гитаристкой Таней Донелли, в прошлом — участницей Throwing Muses и (некоторое время) The Breeders. В отличие от этих двух групп Belly исполняли — временами жёсткий и отрывистый, но в целом мелодичный и прямолинейный, атмосферный инди-рок, в полной мере соответствовавшей эфемерному вокалу Донелли и её нескрываемым поп-устремлениям. Belly выпустили два студийных альбома, Star (1993) и King (1995), которые стали хитами в Великобритании (## 2 и 6 UK Album Charts соответственно), а также серию синглов (4 из них входили в Top 40 US Modern Rock Tracks), но, несмотря на значительные коммерческие достижения и поддержку критиков, распались в 1996 году.

## Дискография
| Студийные альбомы - Star (1993) #2 UK - King (1995) #6 UK Сборник - Sweet Ride: The Best of Belly (2002) EP - Slow Dust (1992) Синглы - «Feed the Tree» (1993) - «Slow Dog» (1993) - «Super Connected» (1995) - «Now They’ll Sleep» (1995) - «Seal My Fate» (1995) - «Are You Experienced» (1994) | Компиляции - Generation X - Stone Free: A Tribute to Jimi Hendrix (1993) - Just Say Roe (Just Say Yes Vol. 7) (1994) - With Honors (1994) - UMPF (1995) - Mallrats (1995) - Sharks Patrol These Waters (1995) - This Is Fort Apache (1995) - Tank Girl (1995) - Safe and Sound (1996) - A Bunch O' Hits: The Best Rock…Volume 1 (1996) - In Defense of Animals, Volume 2 (1996) - Twister (1996) - The Rolling Stone Women in Rock Collection (1998) - Lifetime Intimate Portrait: Women in Rock (1999) - Out of Bounds: A Journey Through Modern Rock (1999) - Double Shot: Pop Alternative (2000) |  |